# Benediktinerinnenabtei Wisques
Die Benediktinerinnenabtei Wisques ist seit 1889 ein französisches Kloster der Benediktinerinnen in Wisques (Département Pas-de-Calais). Sie ist nicht zu verwechseln mit der gleichzeitig gegründeten Benediktinerabtei Wisques.

## Geschichte
Die Benediktinerinnenabtei Solesmes unter Äbtissin Cécile Bruyère gründete 1889 westlich Saint-Omer das Tochterkloster Abbaye Notre-Dame de Wisques, das 1894 zur Abtei erhoben wurde. Die Nonnen wohnten zuerst im Großen Schloss, ab 1894 im neu erbauten Kloster. Die Mönche der späteren Abbaye Saint-Paul de Wisques verlegten daraufhin ihr Priorat in das Große Schloss. 1901 wichen die Nonnen vor der klosterfeindlichen Dritten Republik nach Oosterhout bei Breda in den Niederlanden aus (in die Nähe des Prämonstratenserinnenklosters Sint-Catharinadal), wohin ihnen die Mönche 1907 nachfolgten.
Als die Nonnen 1919 nach Wisques zurückkehren konnten, blieb ein Teil in Oosterhout, das zum Priorat und 1924 zur Abtei erhoben wurde (Onze-Lieve-Vrouweabdij unter Äbtissin Hildegarde Lamy de la Chapelle, * 1874) und ab 1944 von der französischen zur niederländischen Sprache überging.
1940 befand sich Kloster Wisques mitten im Krieg. Etwa 10 Schwestern konnten in der Zeit der Besatzung bleiben, die anderen verteilten sich auf Saint-Omer, Solesmes, Lisieux und Kergonan. Nach dem Krieg ging das Klosterleben weiter (Einweihung der Kirche 1964).

### Aussendungen und Gründungen
1889 sandte das Kloster Nonnen in die Abbaye Saint-Nicolas de Verneuil-sur-Avre (1627–2001) in Verneuil-sur-Avre (westlich Dreux). 1902 ging ein Teil des Konvents von Verneuil unter Äbtissin Gertrude Hastey nach Oosterhout ins Exil und hielt dort anfänglich ein eigenes Klosterleben aufrecht, schloss sich aber 1905 (nach dem Tod von Äbtissin Gertrude) dem Konvent von Wisques an.
1936 sandte Wisques eine Gruppe von vier Nonnen unter Oberin Gertrude Adam (1872–1962) als Hilfe zur Gründung des Klosters Abbaye Sainte-Marie des Deux-Montagnes nach Sainte-Marthe-sur-le-Lac in der Provinz Québec in Kanada. Die Gruppe blieb auf Dauer. 1946 wurde das Kloster zur Abtei erhoben und gründete 1981 in Westfield (Vermont) in den Vereinigten Staaten das Kloster Monastery of the Immaculate Heart of Mary.

### Äbtissinnen
- 1894–1940: Thérèse Bernard Dambricourt (* 10. Januar 1856 in Lille; † 6. Februar 1940)
- 1940–1970: Jacqueline de Villepin († 1978)
- 1971–1985: Germaine Simon
- 1986–2001: Gertrude Oger (* 3. Februar 1925 in Douai; † 29. Januar 2012)